# Tiffany Williams
Tiffany Williams (née Ross le 5 février 1983 à Miami) est une athlète américaine, spécialiste du 400 m haies.
Son meilleur temps est de 53 s 28 réalisé à Indianapolis en juin 2007.
Sur 100 m haies, elle a réalisé 12 s 99 à Athens en avril 2005.

## Palmarès
| Date | Compétition                    | Lieu          | Résultat | Épreuve     | Temps         |
| ---- | ------------------------------ | ------------- | -------- | ----------- | ------------- |
| 2002 | Championnats du monde juniors  | Kingston      | 4e       | 400 m haies | 56 s 52       |
| 2006 | Championnats du monde en salle | Moscou        | 2e       | 4 × 400 m   | 3 min 28 s 63 |
| 2006 | Finale mondiale                | Stuttgart     | 2e       | 400 m haies | 54 s 22       |
| 2007 | Championnats du monde          | Osaka         | 7e       | 400 m haies | 54 s 63       |
| 2007 | Finale mondiale                | Stuttgart     | 5e       | 400 m haies | 55 s 01       |
| 2008 | Jeux olympiques                | Pékin         | 8e       | 400 m haies | 57 s 55       |
| 2008 | Finale mondiale                | Stuttgart     | 3e       | 400 m haies | 55 s 16       |
| 2009 | Championnats du monde          | Berlin        | 5e       | 400 m haies | 53 s 83       |
| 2009 | Finale mondiale                | Thessalonique | 7e       | 400 m haies | 56 s 29       |
| 2015 | Championnats NACAC             | San José      | 1re      | 400 m haies | 54 s 35       |
| 2015 | Championnats NACAC             | San José      | 1re      | 4 x 400 m   | 3 min 25 s 39 |

## Records
| Épreuve     | Performance | Lieu         | Date          |
| ----------- | ----------- | ------------ | ------------- |
| 100 m haies | 12 s 99     | Athens       | 23 avril 2005 |
| 400 m haies | 53 s 28     | Indianapolis | 24 juin 2007  |